# Handschuheim
 Handschuheim (en alsacià Hänsche) és un municipi francès, situat a la regió del Gran Est, al departament del Baix Rin. L'any 1999 tenia 269 habitants.
Forma part del cantó de Bouxwiller, del districte de Saverne i de la Comunitat de comunes del Kochersberg.

## Demografia
| 1962 | 1968 | 1975 | 1982 | 1990 | 1999 |
| ---- | ---- | ---- | ---- | ---- | ---- |
| 188  | 191  | 204  | 224  | 232  | 269  |

## Administració
| Període | Identitat              | Partit |
| ------- | ---------------------- | ------ |
| 2008-   | Dominique Hoeffel-Keil |        |